# Nymphoides
Genre
Classification phylogénétique
Nymphoides est un genre de plantes dicotylédones de la famille des Menyanthaceae. Ce sont des plantes herbacées, aquatiques ou semi-aquatiques.
Le nom du genre fait référence à leur ressemblance avec les Nymphaeas. Ce sont des plantes  herbacées, pérennes, aquatiques, à racines immergées et à feuilles flottantes qui possèdent de petites fleurs au-dessus de la surface de l'eau. Les fleurs sont sympétales, le plus souvent divisées en cinq lobes. Les pétales sont jaunes ou blancs et peuvent être ornés d'ailes latérales ou recouverts de petits poils. L'inflorescence est organisée soit en cluster d'ombelles, soit en grappes lâches.
Certaines espèces sont vendues comme plantes d'aquarium comme Nymphoides aquatica et Nymphoides indica.

## Taxonomie
Nymphoides indica a longtemps été considérée comme pantropicale, mais des analyses moléculaires ont mis en évidence si Nymphoides indica est asiatico-océanienne, il existe quatre autres groupes d'espèces issus d'événements d'allopolyploïdisation, :
- un clade d'espèces nord-américaines N. aquatica et N. cordata
- un clade d'espèces néotropicales : N. fallax, N. grayana et N. humboldtiana
- l'espèce australienne N. montana
- l'espèce africaine N. senegalensis

## Liste d'espèces
Selon ITIS :
- Nymphoides aquatica (J.F. Gmel.) Kuntze
- Nymphoides cordata (Ell.) Fern.
- Nymphoides indica (L.) Kuntze
- Nymphoides peltata (Gmel.) Kuntze (localement invasif[3])

### Espèces
Régions tropicales:
- Nymphoides indica (L.) Kuntze

Afrique:
- Nymphoides bosseri A.Raynal
- Nymphoides brevipedicellata (Vatke) A.Raynal
- Nymphoides elegans A.Raynal
- Nymphoides ezannoi Berhaut
- Nymphoides forbesiana (Griseb.) Kuntze
- Nymphoides guineensis A.Raynal
- Nymphoides humilis A.Raynal
- Nymphoides milnei A.Raynal
- Nymphoides moratiana A.Raynal
- Nymphoides rautaneni (N.E.Br.) A.Raynal
- Nymphoides tenuissima A.Raynal
- Nymphoides thunbergiana (Griseb.) Kuntze

Amérique du Nord:
- Nymphoides aquatica (J.F.Gmel.) Kuntze
- Nymphoides cordata (Elliott) Fernald

Amérique centrale et du Sud:
- Nymphoides fallax Ornduff
- Nymphoides flaccida L.Sm.
- Nymphoides grayana (Griseb.) Kuntze
- Nymphoides herzogii A.Galàn-Mera & G.Navarro
- Nymphoides humboldtiana (Kunth) Kuntze
- Nymphoides microphylla (A.St.-Hil.) Kuntze
- Nymphoides verrucosa (R.E.Fries)A.Galàn-Mera & G.Navarro

Eurasie:
- Nymphoides peltata (S.G.Gmel.) Kuntze

Asie:
- Nymphoides coreana (Léveille) Hara
- Nymphoides hastata (Dop) Kerr
- Nymphoides hydrophylla (Lour.) Kuntze
- Nymphoides krishnakesara K.T.Joseph & Sivar.
- Nymphoides lungtanensis S.P.Li, T.H.Hsieh & C.C.Lin
- Nymphoides macrosperma Vasudevan
- Nymphoides siamensis (Ostenf.) Kerr
- Nymphoides sivarajanii K.T.Joseph
- Nymphoides tonkinensis (Dop) P.H.Ho

Asie et Australie:
- Nymphoides aurantiaca (Dalzell) Kuntze
- Nymphoides parvifolia (Wall.) Kuntze

Australie:
- Nymphoides beaglensis Aston
- Nymphoides crenata (F.Muell.) Kuntze
- Nymphoides disperma Aston
- Nymphoides elliptica Aston
- Nymphoides exigua (F.Muell.) Kuntze
- Nymphoides exiliflora (F.Muell.) Kuntze
- Nymphoides furculifolia Specht
- Nymphoides geminata (R.Br.) Kuntze
- Nymphoides hydrocharioides (F.Muell.) Kuntze
- Nymphoides montana Aston* Nymphoides planosperma Aston
- Nymphoides quadriloba Aston
- Nymphoides simulans Aston
- Nymphoides spinulosperma Aston
- Nymphoides spongiosa Aston
- Nymphoides stygia (J.M.Black) H.Eichler
- Nymphoides subacuta Aston
- Nymphoides triangularis Aston